# فیلیپ گرونبرگ
فیلیپ گرونبرگ (انگلیسی: Philipp Grüneberg؛ زادهٔ ۲۱ مهٔ ۱۹۹۲) بازیکن فوتبال اهل آلمان است.
از باشگاه‌هایی که در آن بازی کرده‌است می‌توان به باشگاه فوتبال یونیون برلین، باشگاه فوتبال تسویکاو، و باشگاه فوتبال کارل زایس ینا اشاره کرد.